# Васюнин, Пётр Никифорович
Пётр Никифорович Васюнин (1897—1973) — участник Великой Отечественной войны, контр-адмирал.

## Биография
Родился 12 июля 1897 года в селе Чиганак Балашовского уезда Саратовской губернии (ныне — в Аркадакском районе Саратовской области).
В 1916 году, во время Первой мировой войны, был призван на флот и направлен в Кронштадтский учебно-минный отряд.
В феврале 1917 года молодым матросом принял активное участие в восстании и аресте коменданта Кронштадта адмирала Р. Н. Вирена. В сентябре 1917 года подпольная партийная организация крепости приняла его в члены партии большевиков. В октябре 1917 Васюнин вместе с другими революционно настроенными моряками брал Зимний дворец и утверждал Советскую власть.
С 1918 года учился в Училище комсостава флота (минная часть). В составе отряда курсантов училища под командованием председателя Центробалта (впоследствии Наркома по морским делам) П. Е. Дыбенко сражался с казаками генерала П. Н. Краснова и белогвардейскими войсками генерала Н. Н. Юденича (октябрь-ноябрь 1919).
В 1922 году окончил Училище комсостава флота. Служил на Балтике: минёр подводной лодки «Нерпа» типа «Морж» (1923—1925), дивизионный минёр отдельного дивизиона подводных лодок (1923—1925).
В 1925—1926 годы учился на Курсах командного состава подводного плавания ВМС РККА, после чего служил на Чёрном море помощником командира подводной лодки «Коммунист» типа «АГ» (март — июнь 1926), командиром подводной лодки «Марксист» типа «АГ» (июнь — июль 1926), командиром и комиссаром подводной лодки «Политрук» (бывшая «Нерпа»; 1926—1929).
С 1930 года, окончив Курсы партийно-политической подготовки командиров-единоначальников при Военно-политической академии имени Н. Г. Толмачёва, служил на Чёрном море (командир и комиссар подводных лодок «Гарибальдиец», «Шахтёр»), с 1934 года — на Тихоокеанском флоте: командир дивизиона подводных лодок (1934—1937), начальник штаба (1937—1940), командир 2-й бригады подводных лодок (с мая 1938), командир Владимиро-Ольгинской военно-морской базы (1940—1941). В 1938 году участвовал в боевых действиях у озера Хасан. В 1940 году ему было присвоено воинское звание контр-адмирала.
В июне — августе 1941 года находился в распоряжении Военного совета Черноморского флота. В августе создал и до декабря 1941 года возглавлял Керченскую военно-морскую базу, сыгравшую большую роль при обороне Крыма и Севастополя. С двумя батальонами морской пехоты, взаимодействуя с дивизией генерал-лейтенанта П. И. Батова, сдерживал наступление фашистов на Керчь.
С декабря 1941 по февраль 1942 года — командир Саратовской военной речной базы (до её расформирования); в 1942—1943 — командир Сталинградской военной речной базы, с октября 1942 года участвовал в обороне Сталинграда, обеспечивая переправу войск и вооружений через Волгу.
В 1943—1949 годах — командир Отряда вновь строящихся и капитально ремонтируемых кораблей Северного флота (г. Молотовск Архангельской области).
С 1949 по 1953 годы работал в должности заместителя начальника Горьковского речного училища по военно-морской подготовке, преподавал там же. В 1953 году уволен в запас.
Умер 19 августа 1973 года, похоронен в Нижнем Новгороде на кладбище «Марьина роща».

## Память
- Именем Васюнина в 1973 году названа одна из улиц Советского района города Нижнего Новгорода[1][5].

## Награды
- Награждён двумя орденами Ленина, двумя орденами Красного Знамени, орденами Отечественной войны I степени, Красной Звезды,  а также медалями и именным оружием[1].